# Vision de Lazare
 (décembre 2019).
- Si vous ne connaissez pas le sujet, laissez ce bandeau (vous pouvez alors contacter les auteurs).
- Si vous supprimez le contenu mis en cause (vous pouvez préalablement contacter les auteurs),

argumentez précisément cette suppression dans la page de discussion
(un manque de référence n'est pas un argument ; une recherche réelle de référence doit avoir été effectuée, être formellement documentée).
La vision de Lazare est le récit, écrit en français moyen, que livre Lazare de son voyage dans l'au-delà, après avoir été ressuscité par Jésus-Christ, à l'occasion d'un dîner en compagnie de ce dernier et de ses deux sœurs Marthe et Marie de Béthanie, chez leur hôte Simon. Les textes disponibles[style à revoir]de cette vision ont été rédigés entre la fin du Moyen Âge et le début de l'époque moderne.
La scène se déroule à Béthanie en Judée, et constitue une suite non canonique à l'épisode de la résurrection de Lazare se trouvant dans l'Évangile selon saint Jean, qui s'achève par le commandement de Jésus « Déliez-le, et laissez-le aller ».

## Manuscrit et éditions

### Le Compost et kalendrier des bergiers
D'après la préface de Max Engammare du fac-similé de l'édition publiée en 1493 par l'éditeur parisien Guy Marchant, Le Compost et kalendrier des bergiers dans lequel s'insère le récit de la vision de Lazare ne se fonde sur aucun manuscrit connu. Néanmoins on relève la présence de la Visio Lazari elle-même au sein d'un manuscrit germanique datant de la fin du XIVe siècle. Le calendrier se divise en cinq parties, le calendrier lui-même, un traité des vices dans lequel se trouve la vision, puis un second sur les vertus, un traité de santé, et enfin une compilation des savoirs en matière d'astronomie et d'astrologie. Les domaines de la théologie chrétienne, des études et sciences rationnelles et scientifiques et des croyances mystiques se trouvant ainsi rassemblés dans un même almanach. Cette œuvre est la première compilation connue dans laquelle apparaît le récit de la vision de Lazare. Les origines du récit de la vision sont quant à elles difficiles à déterminer bien que des hypothèses la faisant remonter à une tradition germanique aient été émises mais semblent difficiles à confirmer.

### Éditions
Guy Marchant imprima sept éditions incunables de l’ouvrage entre 1491 et 1500. D'autres lui succédèrent jusqu'à la fin du XVIIIe siècle à Paris, Lyon, Troyes ou encore Genève. Ce n'est qu'à partir de l'édition du 18 avril 1493 qu'apparaissent les chapitres sur les vices et les vertus, et donc à partir de cette date que la vision de Lazare se trouve éditée et diffusée publiquement. Cette version de 1493 a également été traduite et éditée en anglais en 1518 puis rééditée à Londres en 1931 par Peter Davies. 

### Illustrations
L'ensemble du Calendrier est orné de nombreuses gravures sur bois de belle facture. En particulier la partie concernant le récit de la vision de Lazare, de la scène du repas au dernier des sévices infernaux est enrichie de huit gravures. 

### Résumé
Le récit de la vision de Lazare commence à l’occasion d’un repas qui a lieu chez Simon. Les convives que sont Lazare de Béthanie, ses sœurs Marie et Marthe de Béthanie sont rassemblés autour de Jésus. Il est indiqué que la scène se déroule peu de temps avant la benoîte passion. Jésus demande alors à Lazare de raconter ce qu’il avait vu lors de son voyage dans l’au-delà, avant le miracle de sa résurrection. Ainsi commence le témoignage de Lazare qui situe son voyage en Enfer et énumère d’abord tous les types de pécheurs qu’il a pu observer. Il développe ensuite pour chaque pécheur le type de sévices subit, puis un exposé moral sur le péché en question et pour quelques-uns de ces péchés la vertu remède qui lui est attachée. Le récit s’achève simplement avec la fin de la description de la situation du « luxurieux ». 

#### Les pécheurs
Sont énumérés les pécheurs suivants :

« Premièrement les orgueilleux et orgueilleuse 
Deuxièmement les envieux et envieuses 
Troisièmement les hommes et femmes colériques
Quatrièmement les paresseux et paresseuses
Cinquièmement les hommes et femmes avares 
Sixièmement les gloutons et gloutonnes
Septièmement les luxurieux et luxurieuses »

Ces sept péchés ne sont pas qualifiés de péchés mortels par Lazare. 

#### Les peines
Toutes les peines sont illustrées par des gravures sur bois au sein de l'ouvrage du Calendrier. Les pécheurs subissent leurs peines selon des modalités et dans des lieux différents. Les orgueilleux sont attachés sur des roues en perpétuel mouvement, les envieux sont immergés dans un fleuve pour y être frappés, les colériques se trouvent disposés sur des tables dans une cave où ils sont « transpercés de glaives tranchants et couteaux aigus », les paresseux sont poursuivis et mordus par des serpents dans une salle « ténébreuse », les avares sont cuits dans des chaudrons d’huile bouillante, les gloutons sont gavés de « crapauds et autres bêtes venimeuses » dans une vallée puante, et enfin, les luxurieux sont entassés dans des puits plein de feu et de soufre. 

#### Les vertus
Tous les péchés énoncés ne sont pas explicitement corrélés à une vertu. Ainsi, concernant la paresse et la gloutonnerie, Lazare explique longuement les raisons pour lesquelles ces péchés sont dangereux et exposent à la perte en conduisant à tous les autres vices (ce qui est le propre des péchés véniels). Il use notamment d'une métaphore, celle de la porte et du château pour expliquer aux gloutons que la bouche est l'entrée conduisant à la forteresse d'un corps qui peut donc être aisément pris par le malin. Néanmoins, les éléments relatifs aux vertus permettant de se protéger de ces vices sont plus flous puisque tous les remèdes ne sont pas clairement explicités.  
Les orgueilleux peuvent ainsi trouver leur salut dans l'humilité tandis que les envieux peuvent se sauver grâce à la charité, à l'instar des avares qui doivent cependant y ajouter la foi et l'espérance. Pour celui qui se compromet dans la luxure, le repentir est préconisé et si la chasteté n'est pas formellement mentionnée, il est néanmoins énoncé que « est une bonne chose non écouter la femme, meilleure chose est non la regarder, et très bonne chose est ne la point toucher ». Enfin, il est intéressant de noter que les paresseux sont décrits, et représentés sur la gravure illustrative, en train d'être poursuivis par des serpents. Or le serpent est l'un des attributs, avec le miroir, de la déesse allégorique romaine Prudence, vertu qui peut être liée dans une certaine mesure à la confession et au repentir qu'on retrouve dans le discours moral de Lazare concernant le péché de paresse. 

## Contexte historique
Le récit de cette vision s’inscrit dans un contexte où le genre littéraire que constitue le « voyage dans l’au-delà », à travers notamment la diffusion de récits de visions, est déjà bien ancré au sein des milieux monastiques. Claude Carozzi fait remonter cette tradition, en tant que genre littéraire construit et structuré selon des codes particuliers, à la vision de Barontus (VIIe siècle). Entre le VIIe et le Xe siècle, les récits de visions abondent, pour s'amenuiser entre le Modèle:Sp– et finalement reprendre à partir du XIIe siècle, en particulier dans l'est de la France et l'Angleterre. 
Également, la forme de compilation que prend l'énonciation des péchés dans la vision de Lazare fait largement écho à l'usage initié par Thomas d'Aquin et Grégoire le Grand, notamment dans les Morales sur Job (Livre XXV, Chapitre VIII) où il développe sur l'orgueil comme source de tous les autres péchés, entre autres, consistant à dresser une liste la plus riche possible de tous les péchés que le bon chrétien doit se garder de commettre. C'est d'ailleurs Thomas d'Aquin qui arrête la liste de sept péchés capitaux dans son œuvre Somme théologique, au sein de laquelle il précise par ailleurs qu'il convient d'identifier ces péchés comme étant plutôt des vices. 
Durant la période du Bas Moyen Âge, les discours et représentations ayant trait à l'au-delà se concentrent pour l'essentiel sur l'Enfer et les sévices qui y sont perpétrés. Jérôme Baschet analyse ceci comme étant la matérialisation d'une volonté d'engendrer une culpabilité plus forte auprès des croyants, qui serait de nature à contenir les révoltes de masse et à asseoir les nouvelles formes de souveraineté qui se mettent en place durant le Moyen Âge tardif. 
Ce texte pourrait également s’inscrire dans le sillage de l’Ars moriendi, traduisant un intérêt particulier pour la mort et le macabre dans un contexte post-Peste noire, épidémie qui entraina la mort de millions de personnes à travers l’Europe et engendra un traumatisme conséquent et durable au sein de la population. Notons par ailleurs qu’une confusion a longtemps existé au sujet d’Antoine Vérard, qui s'est illustré notamment par la publication du célèbre ouvrage L'Art de bien vivre et de bien mourir en 1493, soit la même année que l’édition du Calendrier des Bergers reproduisant pour la première fois la vision de Lazare. En effet, ce dernier a longtemps été envisagé comme étant le véritable éditeur du Calendrier en raison de l’absence du nom de Marchant qui avait été gratté par Vérard pour le remplacer par le sien. Ceci accentue le lien pouvant exister entre l’effervescence autour d’un au-delà enveloppé de lugubre, étant donné son intérêt particulier pour la thématique, et l’accentuation du trait quant aux descriptions visant à montrer la périssabilité et la dégradation des corps subissant blessures et sévices en tout genre.

## Analyse
Le genre littéraire que constituent les visions connait des évolutions progressives tout au long du Moyen Âge. Ces évolutions se traduisent à la fois dans leur contenu, la forme que prennent la transmission de ces visions, et les milieux auxquelles elles s'adressent.   
Ici, par exemple le récit de Lazare n'inclut aucune référence ou description du Paradis. L'accent est véritablement mis sur l'Enfer et les souffrances qui lui sont rattachées. Ceci est d'autant plus intéressant qu'une analyse littéraire et discursive des premières visions, et notamment celle de Barontus, permet de constater que le portrait de l'au-delà qui y est brossé traduit un regard beaucoup plus optimiste dans lequel un Paradis paisible et florissant supplante un Enfer tortueux et pénible en occupant une place bien plus importante. Ensuite, la forme correspondant à l'énumération suggère en l'espèce un ordre de gravité, une hiérarchisation de ces péchés, correspondant alors à la typologie arrêtée par Saint-Augustin. 

### Le destinataire
De plus contrairement à d'autres visions, Lazare lui-même n'est pas mis en scène dans ce voyage et n'est qu'un simple observateur. Cela peut suggérer qu'il s'agit moins d'offrir un modèle à des ecclésiastiques qui pourraient être enclins à s'identifier à un de leurs pairs en proie aux tumultes de l'au-delà. On retrouve ces mises en scène de clercs et de moines dans de nombreuses visions, comme dans celle de Barontus, de Tondale ou encore celle relatée par Grégoire de Tours à propos de l'abbé Suniulfe et pose ainsi la question du destinataire du récit de Lazare, qui peut s’analyser en étudiant la potentielle portée politique du texte. À ceci s'ajoute le faible usage des métaphores dans le récit d'une vision ou l'explicite supplante le suggéré, ce qui laisse peu de place aux débats et interprétations théologiques, et évoque un discours à destination des laïques.   
Si la vision de Lazare n'investit pas de façon claire le champ de la politique, comme lorsque Grégoire de Tours dans son Histoire des Francs n’hésite pas à utiliser la religion et plus particulièrement des représentations de l’au-delà pour faire figurer le politique ou encore la vision de Barontus qui évoque la présence des évêques de Bourges et de Poitiers en Enfer, dépréciant ainsi leur moralité aux yeux de tous par le truchement d’une vision inspirée par le divin, il est difficile de lui dénier totalement cette vocation pour autant. En effet, si l'on s'attache à contextualiser le récit, il apparaît que ce dernier s'inscrit dans une période succédant à la fois aux Jacqueries qui ont jalonné l’histoire rurale française durant la première moitié du XVe siècle, mais également au début d'un affaiblissement constant et progressif du système féodale. La concentration du récit sur les péchés, les peines, et la morale qui les entourent et permet de s'en préserver s'analyse alors comme une volonté de susciter culpabilité et obéissance auprès de la masse des sujets du royaume de France. Ainsi, la dimension politique de ce récit, bien que moins évidente que jadis, habite néanmoins l'esprit du texte et dévoile ses intentions au prisme d'une analyse historique. 

### Corporalité et matérialité
La question de la corporalité confère à ce texte et à l’au-delà qu’il donne à voir, une dimension matérielle puissante qui confirme l'hypothèse d’un ancrage profond dans une Europe agonisante, et un environnement propice aux allégories morbides. Dans cette perspective, la luxure « macule le corps et l'âme ensemble » touchant à la fois le spirituel et la corporalité. La destruction est donc intégrale. Le corps souffre en permanence dans l'au-delà de Lazare, il est soumis à mille et une tortures entre les mains du mal suprême incarné par un Diable cynique et sans pitié, qui fait des damnés ses « compagnons à perte et à gains » ressentant leurs vices dans leurs chairs. La matérialité de cet Enfer se trouve également dans la place importante donnée aux sens, et notamment à celui de l’odorat puisque la puanteur y est maintes fois évoquées. Cette puanteur pouvant alors renvoyer aux millions de corps en putréfaction, frappés par la peste bubonique, qui se sont répandus en Europe au XIVe siècle et continuent de hanter les esprits au XVe siècle.   
L'Enfer lui-même est esquissé de façon très concrète. Il a des lieux, des fleuves, des salles et des chaudrons. La vision de Lazare permet ainsi de dresser une véritable géographie de l'au-delà, ou du moins, de son Enfer. 
Cette question de la représentation de l'au-delà et plus précisément, de sa matérialité, dénote une évolution importante par rapport aux débats qui animaient les milieux ecclésiastiques. Particulièrement en ce qui concerne la matérialité du corps et la possibilité de sa souffrance physique dans l'au-delà, longuement discutée dans les Dialogues de Grégoire le Grand. Avec cette vision, la question semble être plus que tranchée puisque les peines et difficultés physiques emportent la primauté et irriguent l'ensemble du discours de Lazare.  